# Guido van Driel
Guido van Driel, né à Amsterdam en 1962, est un dessinateur et réalisateur néerlandais.

## Biographie
Guido van Driel a grandi à Zaandam. Il a étudié l'histoire, avant de devenir dessinateur et illustrateur. La plupart de ses livres sont publiés aux Pays-Bas par l'éditeur Oog & Blik. 
En 2000, il fait ses débuts en tant que réalisateur avec le documentaire "U spreekt met Frank Laufer". En 2006, il a réalisé un film d'une heure pour VPRO,  Groen is toch de mooiste kleur voor gras (Vert est toujours la meilleure couleur pour l'herbe). Pour la façade de la nouvelle mairie de Dongeradeel à Dokkum, Van Driel réalise 26 panneaux de carreaux peints. En 2013, son film De wederopstanding van een klootzak  ("La résurrection d'un bâtard") est le film d'ouverture du festival international du film de Rotterdam.

## Filmographie
- 2019 - Bloody Marie
- 2016 - Mosaic
- 2013 - Chauffeur
- 2013 - The Resurrection of a Bastard (De wederopstanding van een klootzak)
- 2007 - Groen is toch de mooiste kleur voor gras
- 2000 - U spreekt met Frank Laufer